# Río Yaguarón (ROU 16)
El Río Yaguarón (ROU 16) es un patrullero de la clase Protector de la Armada Nacional (Uruguay). Previamente sirvió en la Guardia Costera de Estados Unidos como USCGC Gannet (WPB-87334) desde inicios de los años dos mil hasta la década del 2010.

## Construcción e historia de servicio
Este buque fue construido a principios de los años dos mil por Bollinger Shipyards para la US Coast Guard; y fue bautizado USCGC Gannet (WPB-87334). Tras su retiro, junto al USCGC Albacore y USCGC Cochito, en 2021 fue transferido en concepto de donación a la marina de guerra de Uruguay. Las tres naves recibieron el bandera uruguaya en una ceremonia en la USCG Station Curtis Bay de Baltimore, Maryland.